# Síndrome de Cornelia de Lange
Síndrome Cornélia de Lange (CDLS) é uma rara doença de origem genética e até o momento foram descritas alterações em 5 genes que produzem uma grande variedade de anomalias e malformações; sua prevalência na população geral é estimada entre 1/62.500 a 1/45.000.

## Características
As alterações genéticas da CDLS produzem uma diversidade de características físicas e mentais sendo as mais comuns: baixo peso e baixa estatura ao nascer, sobrancelhas espessas e unidas no centro, malformações de pés e mãos, refluxo gastroesofágico, malformações cardiológicas, déficit global do desenvolvimento físico, motor e intelectual e 90% dos portadores não adquirem a linguagem verbal. O diagnóstico deve ser confirmado com o exame clínico e com o exame genético.
No Brasil, temos registrado cerca de 341 casos de CDLS sendo aproximadamente 15 com confirmação genética. Sabemos que o número não impressiona ao nível de saúde pública, mas para o portador e sua família este número pode representar 100% da família comprometida.